# تل دينجل
تل دينجل، جبل يقع في جبال نيويورك في نيويورك جنوب شرق مركز الفرنسية. تقع تل دينجل جنوب جبل بسكة، ومن الغرب إلى الشمال الغربي من شاطئ، والشمال الشرقي من جبل بحيرة بيرش.